# Gressy VD
| VD ist das Kürzel für den Kanton Waadt in der Schweiz. Es wird verwendet, um Verwechslungen mit anderen Einträgen des Namens Gressy zu vermeiden. |

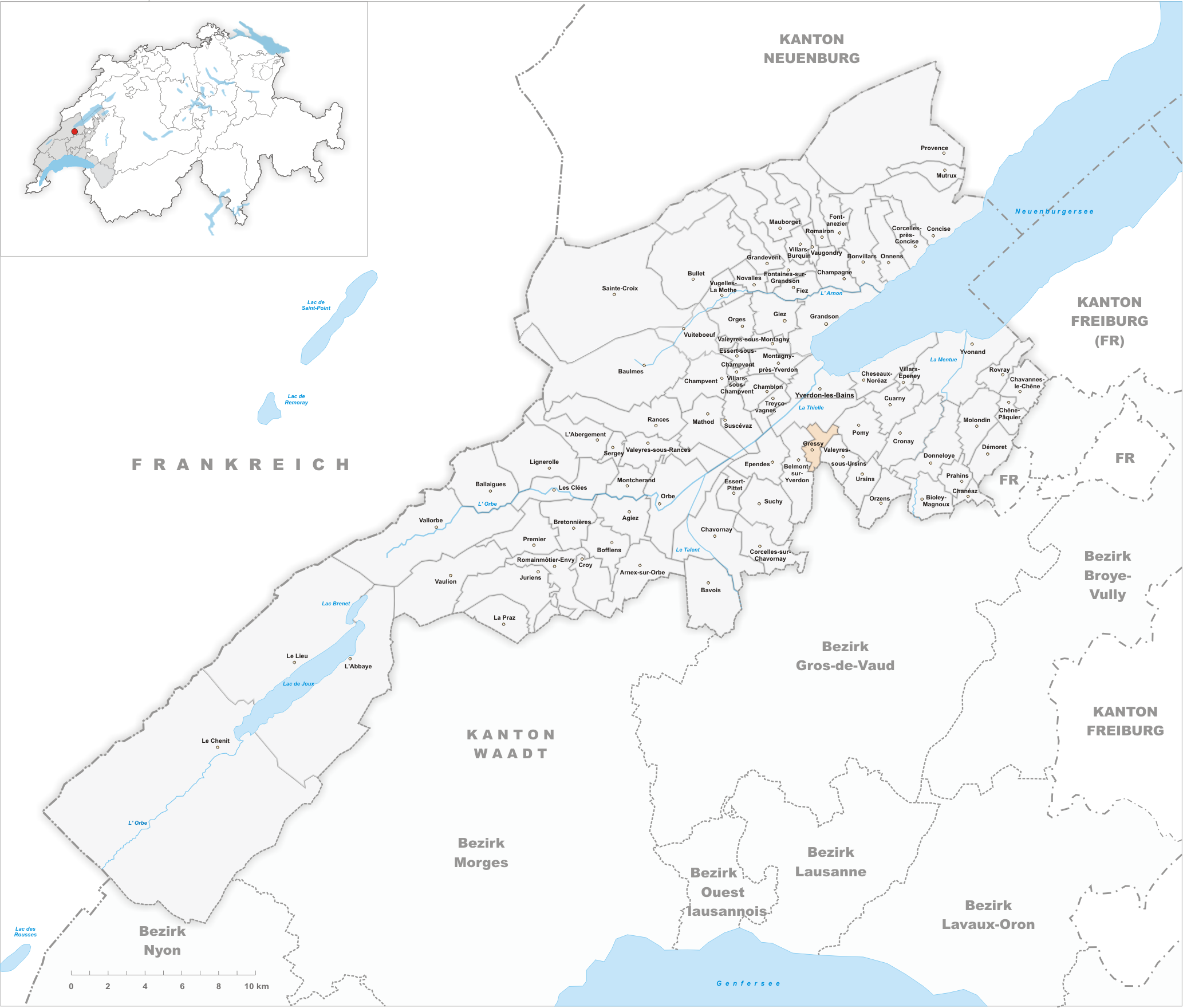
Gemeindestand vor der Fusion am 30. Juni 2011

Gressy war eine politische Gemeinde und ein gleichnamiges Dorf im Distrikt Jura-Nord vaudois des Kantons Waadt in der Schweiz.
Seit dem 1. Juli 2011 gehört Gressy zur Gemeinde Yverdon-les-Bains.

## Geographie
Gressy liegt auf 500 m ü. M., drei Kilometer südlich der Bezirkshauptstadt Yverdon-les-Bains (Luftlinie). Das Haufendorf erstreckt sich auf einem nach Osten abfallenden Hang über dem Tal des Buron, in den nördlichsten Ausläufern des Hochplateaus des Gros de Vaud, im Waadtländer Mittelland.
Die Fläche des 2,2 km² grossen Gemeindegebiets umfasst einen Abschnitt des nördlichen Waadtländer Mittellandes. Das Gebiet wird von Süden nach Norden vom Buron durchflossen, der ein Tal in die Molasseschichten des umliegenden Hochlandes eingegraben hat. Westlich des Buron reicht der Gemeindeboden auf das Plateau von Gressy, auf dem mit 536 m ü. M. der höchste Punkt der Gemeinde erreicht wird. In einem Zipfel erstreckt sich das Gebiet östlich des Buron auf den schmalen Höhenrücken Longemale (515 m ü. M.) zwischen der Orbeebene im Norden und dem Tal der Niauque im Süden. Nach Norden reicht der Gemeindeboden in das Flachland der Orbeebene. Von der Gemeindefläche entfielen 1997 13 % auf Siedlungen, 17 % auf Wald und Gehölze und 70 % auf Landwirtschaft.
Zu Gressy gehören der Weiler Sermuz (488 m ü. M.) am Südhang des Longemale über der Niauque sowie einige Einzelhöfe. Nachbargemeinden von Gressy waren Yverdon-les-Bains, Pomy, Valeyres-sous-Ursins, Essertines-sur-Yverdon und Belmont-sur-Yverdon.

## Bevölkerung
Mit 167 Einwohnern (Stand 31. Dezember 2010) gehört Gressy zu den kleinen Gemeinden des Kantons Waadt. Von den Bewohnern sind 96,4 % französischsprachig, 1,4 % deutschsprachig und 1,4 spanischsprachig (Stand 2000). Die Bevölkerungszahl von Gressy belief sich 1900 auf 218 Einwohner. Danach wurde aufgrund starker Abwanderung bis 1980 eine Abnahme auf 125 Einwohner verzeichnet; seither wurde wieder eine leichte Bevölkerungszunahme registriert.

## Wirtschaft
Gressy war bis in die zweite Hälfte des 20. Jahrhunderts ein vorwiegend durch die Landwirtschaft geprägtes Dorf. Noch heute haben der Ackerbau und der Obstbau eine wichtige Bedeutung in der Erwerbsstruktur der Bevölkerung. Einige weitere Arbeitsplätze sind im lokalen Kleingewerbe und im Dienstleistungssektor vorhanden. Im Tal des Buron befand sich früher eine Mühle. In den letzten Jahrzehnten hat sich Gressy auch zu einer Wohngemeinde entwickelt. Zahlreiche Erwerbstätige sind deshalb Wegpendler, die vor allem in Yverdon arbeiten.

## Verkehr
Die Gemeinde ist verkehrstechnisch gut erschlossen, obwohl sie abseits der grösseren Durchgangsstrassen liegt. Der Autobahnanschluss Yverdon-Sud an der 1981 eröffneten A1 (Lausanne-Yverdon) ist rund 2 km vom Ortskern entfernt. Auf dem Gebiet von Gressy befindet sich die Verzweigung Yverdon, an der die A5 (Yverdon-Neuenburg) von der A1 abzweigt. Durch einen Postautokurs, der von Yverdon nach Suchy verkehrt, ist Gressy an das Netz des öffentlichen Verkehrs angeschlossen.

## Sermuz
Auf dem zu Gressy gehörenden Hügel von Sermuz, drei Kilometer von Yverdon-les-Bains, befindet sich ein spätkeltisches Oppidum, das um die Mitte des 1. Jahrhunderts v. Chr. besiedelt war, ob dauerhaft oder sporadisch ist unklar. Im Jahre 1984 brachten Grabungen einen Wall mit vorgelagertem Graben zutage, der ursprünglich auf einer Länge von gegen 130 m das schmale, lange Plateau abgesperrt hat. Das Oppidum, hoch über dem Tal der Orbe gelegen, war eventuell eine Fluchtburg, nahe der in dieser Zeit ebenfalls umwallten Siedlung Yverdon in der Ebene. Der Wall hat mehr als sechs Meter Breite und ungefähr gleiche Höhe. Das in situ rekonstruierte Teilstück zeigt den Aufbau. Er besteht aus einem Gerüst aus sich kreuzenden, horizontalen Balken, das mit Erde zugeschüttet und mit einer Trockenmauer verblendet war. Ein Modell steht im Museum von Yverdon. Julius Cäsar beschreibt in De bello gallico genau diesen Walltyp und nennt ihn murus gallicus (keltische Mauer).

## Geschichte
Die erste urkundliche Erwähnung des Ortes erfolgte 1150 unter dem Namen Crissie ante Belmunt. Später erschienen die Bezeichnungen Gressey (1187), Grissie (1228), Grizie (1245), Grissye (1317) und Grissiez (1453). Der Ortsname geht wahrscheinlich auf den römischen Personennamen Gratius oder Gracius zurück.
Gressy war seit seiner ersten Nennung Teil der Herrschaft Belmont. Mit der Eroberung der Waadt durch Bern im Jahr 1536 gelangte das Dorf unter die Verwaltung der Kastlanei Belmont in der Vogtei Yverdon. Dabei war es Sommerresidenz des Vogtes von Yverdon. Spätestens 1764 wurde das vorher unabhängige Sermuz mit Gressy vereinigt. Nach dem Zusammenbruch des Ancien Régime gehörte Gressy von 1798 bis 1803 während der Helvetik zum Kanton Léman, der anschliessend mit der Inkraftsetzung der Mediationsverfassung im Kanton Waadt aufging. 1798 wurde es dem Bezirk Yverdon zugeteilt.

## Sehenswürdigkeiten
Die bereits im 12. Jahrhundert erwähnte Pfarrkirche Saint-Martin besitzt einige romanische Bauteile, wurde aber im 15. Jahrhundert umgebaut. Im Innern sind Wandmalereien aus dem 15. Jahrhundert erhalten. Das Pfarrhaus im Berner Stil wurde 1689 erbaut. Im Ortskern befinden sich einige stattliche Bauernhäuser aus dem 17. bis 19. Jahrhundert.